# Hans Schwartz (Fußballspieler, 1911)
Hans Schwartz (* 1911; † nach 1951) war ein deutscher Fußballspieler.

## Werdegang
Schwartz begann seine Karriere beim Dinslakener Verein VfB Lohberg und wechselte später zum Duisburger Verein Hamborn 07. Ende der 1940er Jahre wechselte Schwartz zu Arminia Bielefeld. Mit der Arminia spielte er in der Saison 1949/50 in der seinerzeit erstklassigen Oberliga West. In 22 Oberligaspielen erzielte er vier Tore, konnte aber den Abstieg aus der Oberliga nicht verhindern. Nach dem Abstieg kam in der Saison 1950/51 noch ein Einsatz in der II. Division West hinzu.